# Avventure ad High River
Avventure ad High River (Caitlin's Way), in Australia trasmessa con il titolo Just a Kid, è una serie televisiva teen drama del 2000.
Dopo tre stagioni prodotte, la rete Nickelodeon ha cancellato la serie dopo un vistoso calo di ascolti.

## Trama
Caitlin Seeger è una ragazza ribelle che vive per le strade di Philadelphia. Dopo essere stata arrestata, a Caitlin viene data la possibilità di scegliere se andare in un centro di detenzione giovanile o se andare a vivere con la cugina di sua madre in Montana. La ragazza sceglie di andare a vivere con Dori, Jim e Griffen nel loro ranch e sperimenta uno shock culturale.

## Episodi
| Stagione         | Episodi | Prima TV USA/Canada | Prima TV Italia |
| ---------------- | ------- | ------------------- | --------------- |
| Prima stagione   | 22      | 2000                | 2007            |
| Seconda stagione | 19      | 2000-2001           |                 |
| Terza stagione   | 11      | 2001-2002           |                 |